# Chomacha
Chomacha (en persa: چماچا‎, también romanizado como Chomāchā; también conocido como Chamchā, Cheshmeh-ye Sar, Chomāchāh, Chumacha, Jir Maḩalleh Chamāchā y Jīr Maḩalleh-ye Chamāchā)  es una aldea ubicada en el distrito rural de Jirdeh, en el distrito central del condado de Shaft, provincia de Gilan, Irán. En el censo de 2006, su población era de 1.356 habitantes, con 330 familias.